# Turkuaz Airlines
Turkuaz Airlines was een Turkse chartermaatschappij. De maatschappij werd in 2008 opgericht en in 2010 failliet verklaard.

## Bestemmingen
De maatschappij voerde chartervluchten binnen Turkije en buiten Europa. Het hoofdkwartier lag in Istanbul maar de maatschappij gebruikte zijn thuisbasis Ankara Esenboga als knooppunt.
Op 15 januari 2011 werd het kantoor op de luchthaven van Ankara gesloten en ontruimd. Turkuaz lijkt dan ook niet lang meer op de Europese luchthavens te zien te zijn.

## Vloot
De vloot van Turkuaz Airlines bestaat uit de volgende toestellen (Oktober 2010):
- 5 Airbus A320
- 3 Airbus A321